# Đội tuyển Davis Cup Bờ Biển Ngà
Đội tuyển Davis Cup Bờ Biển Ngà đại diện Bờ Biển Ngà ở giải đấu quần vợt Davis Cup và được quản lý bởi Liên đoàn quần vợt Bờ Biển Ngà. Đội chưa thi đấu kể từ năm 2012.
Bờ Biển Ngà vào đến vòng thăng hạng của Nhóm II 4 lần, nhưng bao giờ được thi đấu ở Nhóm I.

## Lịch sử
Bờ Biển Ngà lần đầu tiên tham gia Davis Cup vào năm 1986.